# Ärztetarifvertrag
Der Marburger Bund, die Fachgewerkschaft für Ärzte, schließt seit seiner Loslösung aus der Tarifgemeinschaft mit ver.di am 10. September 2005 eigenständige Tarifverträge für Klinikärzte.

## Uni-Kliniken
Einen ersten Tarifvertrag für Klinikärzte an den Unikliniken hat der Marburger Bund am 16. Juni 2006 mit der Tarifgemeinschaft deutscher Länder (TdL) abgeschlossen.
Vorausgegangen waren über 16 Wochen Streik (vom 16. März bis 16. Juni 2006) an den Unikliniken.
Siehe auch: Ärztestreik in Deutschland 2006
Dieser Tarifvertrag Uni-Kliniken gilt für ca. 22.000 Ärzte im Landesdienst. Er sieht eine Arbeitszeit von 42 Wochenstunden vor. Bereitschaftsdienste sollen geregelt und beschränkt werden. Die Einkommen der Ärzte sollen um bis zu 25 Prozent verbessert werden. Der Tarifvertrag unterscheidet sich in wesentlichen Punkten von den Regelungen für Klinikärzte im Tarifvertrag für den öffentlichen Dienst der Länder vom 19. Mai 2006. Dieser Tarifvertrag zwischen der Tarifgemeinschaft deutscher Länder und ver.di wurde vom Marburger Bund scharf kritisiert und abgelehnt.
Weil das Land Hessen aus der Tarifgemeinschaft deutscher Länder ausgetreten ist, gilt der Ärztetarifvertrag Länder vom 16. Juni 2006 nicht. Daher haben sich Marburger Bund und das Land Hessen am 6. September 2006 auf Eckpunkte für einen eigenständigen Tarifvertrag für die hessischen Unikliniken Gießen und Marburg und Frankfurt geeinigt.

## Kommunale Kliniken
Der Marburger Bund strebte nach diesem ersten Erfolg auch einen eigenständigen Tarifvertrag für die ca. 700 Kliniken in kommunaler Trägerschaft an. Nachdem die mehrwöchigen Verhandlungen mit der Vereinigung der kommunalen Arbeitgeberverbände (VKA) erfolglos waren, hat der MB seine Mitglieder am 20. Juni 2006 zur Urabstimmung aufgerufen.
Siehe auch: Ärztestreik in Deutschland 2006#Kommunale Krankenhäuser
Die VKA hatte mit verdi + dbb-tarifunion am 1. August 2006 eine Tarifeinigung für den Krankenhausbereich erzielt. Danach sollten Vergütungen für Bereitschaftsdienste und Ausbildungsentgelte erhöht werden. Einkommenserhöhungen für die Krankenhausärzte hätten sich nur durch eine Erhöhung der Arbeitszeiten von 38,5 auf 40,0 Wochenstunden ergeben.
Ein Tarifabschluss zwischen dem Marburger Bund und der VKA wurde dann am 17. August 2006 verkündet:
Danach wurde die Arbeitszeit von 38,5 auf 40,0 Wochenstunden verlängert. Die Einkommenstabelle sah Einkommensverbesserungen von 10 bis 13 Prozent gegenüber dem Tarifvertrag für den öffentlichen Dienst (TVöD) vor.
Die Einkommen in Ostdeutschland blieben zunächst bei 95,5 Prozent, sollten aber zum 1. Juli 2007 auf 97 Prozent steigen.
Die Bemessungssätze für Bereitschaftsdienste entsprechen denen des verdi-Tarifvertrages vom 1. August 2006.

## Private Kliniken
Nach den Tarifeinigungen für die Unikliniken und kommunalen Kliniken strebt der Marburger Bund nunmehr auch neue arztspezifische Tarifverträge für private Krankenhausketten an.
Bei den Helios Kliniken konnte ein Konzerntarifvertrag abgeschlossen werden. Demgegenüber bevorzugen die Rhön-Klinikum AG und die Asklepios Kliniken eigene Haustarifverträge für jede einzelne Klinik. Bei privaten Kliniken hat der Marburger Bund bislang keine Arbeitsniederlegungen durchgeführt.
Am Berufsgenossenschaftlichen Universitätsklinikum Bergmannsheil in Bochum, einer nicht landeseigenen Universitätsklinik, forderten am 14. September 2006 über 100 Klinikärzte auch einen neuen Ärztetarifvertrag.

## Kirchliche Kliniken
Auch im Bereich der kirchlichen Kliniken, insbesondere des Diakonischen Werkes und der Caritas, will der MB eine Angleichung an die neuen ärztespezifischen Tarifverträge. Das Arbeitsrecht der Kirchen sieht dabei keine Tarifverhandlungen vor, sondern dass paritätisch besetzte Kommissionen die Gestaltung des kirchlichen Arbeitsvertragsrechts aushandeln (AVR-Caritas).
Aber auch hier denkt der Marburger Bund an Streiks zur Durchsetzung seiner Forderungen.